# 바이오아트

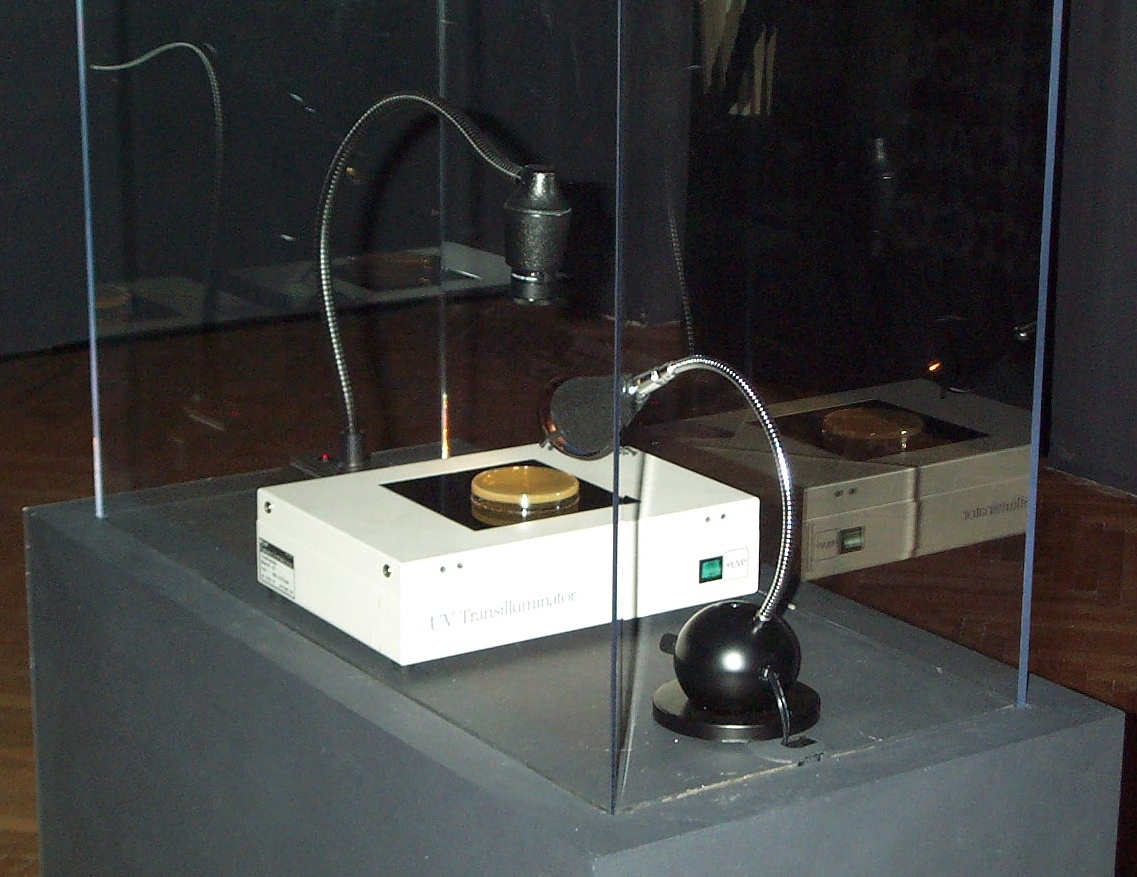
Eduardo Kac - Genesis - Ars Electronica 99

바이오아트(BioArt)는 인간이 살아있는 조직, 박테리아, 살아있는 유기체, 생명 현상으로 만드는 예술이다. 생명 공학(유전 공학, 조직 배양, 복제와 같은 기술 포함)과 같은 과학적 과정을 사용하여 예술 작품은 실험실, 갤러리, 예술가의 스튜디오 등에서 제작된다. 바이오아트의 범위는 일부 예술가들에 의해 "살아 있는 형태"로 엄격하게 제한되는 것으로 간주되는 반면, 다른 예술가들은 현대 의학 및 생물학 연구의 이미지를 사용하는 예술을 포함하거나 생명과학의 성격을 띄는 것도 바이오아트라고 본다.
바이오아트는 살아있는 물질로 작업하지만, 물질이 살아 있거나 살아있는 것으로 간주될 수 있는 단계 자체에 대해서는 약간의 논쟁이 있다. 생명체를 창조하고 생명과학을 실천함으로써 윤리적, 사회적, 미학적 탐구를 하게 된다. "바이오아트"라는 문구는 1997년 에두아르도 칵에 의해 그의 작품인 Time Capsule과 관련하여 만들어졌다. 바이오아트는 20세기 말에 시작되었지만 Suzanne Anker, Joe Davis와 같은 선구자들과 Symbiotica가 주최한 예술가들의 작업을 통해 현재 바이오아트는 보다 널리 실행되고 있다.

## 개요
바이오아트는 종종 충격적이거나 유머러스한 것을 의도한다. 이 분야에 대한 한 조사인 Isotope: A Journal of Literary Science and Nature Writing에서는 다음과 같이 설명한다.
"바이오아트는 종종 우스꽝스럽다. 울퉁불퉁하고, 거칠고, 비위생적이며, 때로는 보이지 않으며, 경매 블록에 계속 남아 있기가 까다로울 수 있다. 그러나 동시에 그것은 예술이 해야만 하는 매우 전통적인 일을 한다. 다른 방법으로는 볼 수 없는 자연의 아름답고 기괴한 세부 사항에 주의를 집중시키는 것이다."
사회에서 과학의 역할에 대한 질문을 제기하면서 "이 작품의 대부분은 예술적 과정과 과학적 과정의 결합을 통해 정치적, 사회적 비판을 전달하는 사회적 반성을 지향하는 경향이 있다"고도 했다.
바이오아트를 하는 대부분의 사람들은 이 새로운 매체에서 예술가로 분류되지만, 작품 내의 실제 매체는 분자 구조 등에 속하기 때문에 과학자로도 볼 수 있다.

## 실험실의 예술가들
실험실에서의 작업은 종종 예술가에게 낯선 환경이기 때문에 어느 정도 도전이 될 수 있다. 일부 예술가는 사전 과학 교육을 받지만, 또 다른 예술가는 절차를 수행하거나 필요한 작업을 수행할 수 있는 과학자와 협력하도록 훈련을 받아야 한다. 바이오 아티스트는 종종 박테리아 또는 살아있는 조직 작업과 같은 과학 및 과학적 관행과 관련되거나 관련된 구성을 사용한다.
대부분의 기술은 조직 배양 및 트랜스제닉(transgenics)을 포함하며, 이를 통해 한 유기체의 유전 물질이 다른 유기체의 합성 또는 이식된 유전 물질의 추가에 의해 변경되는 다양한 유전 공학 과정에 대한 용어이다.
2000년에 에두아르도 칵은 GFP Bunny라는 작품의 일부로 유전자 변형 GFP 토끼의 생성을 의뢰했다. PR 캠페인에는 흰 토끼를 안고 있는 칵의 사진과 녹색으로 보이도록 사진 보정된 토끼의 또 다른 상징적인 이미지가 포함되었다.
Stelarc와 공동으로 조직 문화 및 예술 프로젝트는 인간 세포를 사용하여 귀의 1/4 크기 복제를 성장시켰다. 이 프로젝트는 Symbiotica,  Art & Science Collaborative Research Laboratory, School of Anatomy and Human Biology, University of Western Australia에서 수행되었다.

## 생물학과 사회의 주제를 다루는 예술
바이오아트라는 용어의 범위는 지속적인 논쟁의 주제이다. 논쟁의 주요 포인트는 정의상 미생물로 구성된 미생물 예술의 경우와 같이 바이오아트가 반드시 생물학적 재료의 조작을 포함해야 하는지에 관한 것이다. 이 용어의 더 넓은 정의에는 생물학의 사회적, 윤리적 고려 사항을 다루는 작업이 포함된다. 이러한 용어로 장르로서의 바이오아트는 비판적 또는 사변적 디자인과 같은 분야와 많은 교차점이 있다. 이러한 유형의 작업은 종종 훨씬 더 광범위한 일반 청중에게 도달하며 특정 생물학적 관행을 개척하거나 사용하기보다는 이 공간에서 토론을 시작하는 데 중점을 둔다.
이 공간의 예로는 유전자 조작 가오리 피부로 제작 및 패턴화한 신발을 광고하는 Ray Fish 신발, 유명인 조직 샘플에서 배양된 고기로 살라미 소시지를 만들려고 시도한 생명 공학 스타트업 BiteLabs, Ken Rinaldo의 Augmented Fish Reality, Siamese Fighting Fish가 제어하는 5개의 회전 로봇 어항 조각 설치 등이 있다.

## 논쟁
바이오아트는 윤리적 결여로 인해 면밀한 조사를 받았다. USA 투데이는 동물 권리 단체가 칵과 다른 사람들이 자신의 개인적 이익을 위해 부당하게 동물을 사용하고 있다고 비난했으며 보수 단체는 도덕적 관점에서 형질전환 기술과 조직 배양의 사용에 의문을 제기했다고 보도했다.
버지니아 주 노퍽에 있는 PETA의 선임 연구원인 Alka Chandna는 예술을 위해 동물을 사용하는 것은 의복 재료로 동물 모피를 사용하는 것과 다르지 않다고 말했다. "동물의 유전자 변형 조작은 일종의 사회정치적 비판을 위한 것인지 여부와 상관없이 인간 목적을 위해 동물을 사용하는 연속체일 뿐이다. 동물에 대한 고통과 스트레스의 악화는 매우 문제가 된다"고도 말했다.

## 같이 보기
- 컴퓨터 아트
- 디지털 아트
- 환경예술
- 넷 아트
- 대지 예술